# Jalopy
Jalopy es un videojuego de simulación de vehículos desarrollado por el estudio inglés MinskWorks y publicado por Excalibur Games. El juego sigue la historia de dos personajes, el jugador y su tío, que intentan restaurar un Laika (automóvil ficticio basado en el Trabant 601) y viajar de Berlín Oriental a Turquía usándolo.

## Ambientación e historia
El juego sigue la historia del personaje del jugador, conocido como "Splat" y su tío Lütfi, dos alemanes de ascendencia turca que viven en Berlín Oriental que, tras la caída del muro de Berlín, decidieron ir de viaje a Estambul. El propósito del juego es llevar a Lütfi a Estambul realizando el mantenimiento necesario al Laika, que se suele averiar frecuentemente, por el camino. El jugador pasa por Alemania Oriental, Checoslovaquia, Hungría, Bulgaria,Yugoslavia y Turquía durante el viaje. Las ciudades en las que para contienen tiendas que sirven para obtener objetos relacionados con el mantenimiento del coche y para vender objetos encontrados en la carretera por el camino. El jugador puede modificar y mejorar su vehículo si tiene suficiente dinero.
Cuando el tío se queda dormido en el hotel, el jugador puede abrir su maleta y obtener notas que forman una historia, que dice que el jugador y su tío llevan separados de su familia casi 30 años porque el tío estaba con el jugador (cuando era un bebé) en la zona oriental la noche que el Muro de Berlín fue levantado, el 12 de agosro de 1961. El tío ha estado manteniéndose en contacto con el resto de la familia, sobre todo con su madre, sin revelarle nada al jugador. Sus dos padres murieron antes de la caída del Muro de Berlín y el último deseo de la madre era que las cenizas de su esposo se depositaran en el estrecho del Bósforo cuando ellos llegaran a Estambul, que es la razón por la que el tío le propuso al jugador embarcarse en este viaje. 
Después de que el jugador deje a Lütfi en Estambul, no vuelve a aparecer, simplemente deja una nota para su sobrino que dice que tiene que ir a hacer algo solo y le pide que se cuide y que viva su vida al máximo. Tras eso el juego no acaba nunca. El jugador puede volver a hacer el viaje las veces que desee, pero Lütfi no vuelve a aparecer.

## Lanzamiento
El jugador fue añadido a Steam Greenlight en febrero de 2016. y entró en la fase de acceso temprano en Steam el 22 de abril de 2016. El 28 de marzo fe 2018 se lanzó la versión 1.0.

## Recepción
El juego recibió reseñas generalmente positivas de Rock, Paper, Shotgun, PC Gamer, Evo y GameSpot.